# 契約 (日本法)
契約（けいやく）とは、複数の者の合意によって当事者間に法律上の権利義務を発生させる制度。債権の発生原因の一つであり民法第521条以下に規定がある。
以下は2017年に成立した改正民法（2020年4月1日施行）による。

## 契約自由の原則
2017年の改正民法で旧法には明文の規定がなかった契約自由の原則が明文化された。
契約締結の自由
何人も、法令に特別の定めがある場合を除き、契約をするかどうかを自由に決定することができる（民法521条1項）。
契約内容の自由
契約の当事者は、法令の制限内において、契約の内容を自由に決定することができる（民法521条2項）。
契約方式の自由
契約の成立には、法令に特別の定めがある場合を除き、書面の作成その他の方式を具備することを要しない（民法522条2項）。

## 契約の種類

### 典型契約と非典型契約
民法に規定される契約を典型契約（有名契約）という。日本の民法では以下の13類型である。
- 贈与
- 売買
- 交換
- 消費貸借
- 賃貸借
- 雇用
- 請負
- 委任
- 寄託
- 組合
- 終身定期金
- 和解

民法に規定される契約以外の契約を非典型契約（無名契約）という。

### 要物契約と諾成契約
目的物の引渡しがなければ成立しない契約を要物契約、それ以外の契約を諾成契約という。
日本の民法では587条による消費貸借が要物契約である（ただし2017年の改正民法（2020年4月1日施行）で587条の2が新設され、書面による消費貸借の場合は物の交付は不要とされた）。なお、2017年の改正民法で使用貸借や寄託が諾成契約となり、代物弁済契約も諾成契約となった（2020年4月1日施行）。

### 要式契約と不要式契約
書面の作成など一定の方式によらなければ成立しない契約を要式契約、それ以外の契約を不要式契約という。
日本の民法では契約の成立には、法令に特別の定めがある場合を除き、書面の作成その他の方式を具備しなくてもよく不要式契約が原則である（民法522条2項）。ただし保証契約などは書面でしなければならないとされており要式契約である（446条2項）。

### 双務契約と片務契約
両当事者が義務を負担しその義務が互いに対価となっている契約を双務契約、それ以外の契約を片務契約という。
日本の民法では売買、交換、賃貸借、雇用、請負、組合、和解は双務契約である。また、委任、寄託、終身定期金は有償のときは双務契約である。

### 有償契約と無償契約
対価的な意味のある出捐（経済的負担）がある契約を有償契約、それ以外の契約を無償契約という。
双務契約はすべて有償契約である。一方で有償契約は双務契約でない場合がある。日本の民法では有償の消費貸借（利息付消費貸借など）のうち、587条による消費貸借の場合は諾成契約なので貸主の金銭等の引渡しは契約成立時に履行済みで借主の返還義務だけが残っているので有償の片務契約である。587条の2による消費貸借の場合は諾成契約であるため有償の双務契約となる。

### 継続的契約
賃貸借や雇用など一定期間継続する給付を目的とする契約を継続的契約関係という。

## 契約の成立
契約は原則として一方の申込み（契約の内容を示してその締結を申し入れる意思表示）に対して相手方が承諾をしたときに成立する（民法522条1項）。契約の成立要件であるが、旧法には明文の規定がなかったため2017年の改正民法で明文化された。

### 申込みの拘束力

#### 承諾の期間を定めてした申込み
承諾の期間を定めてした申込みは、撤回することができない（523条1項本文、旧521条）。ただし、2017年の改正民法で申込者は撤回をする権利を留保することができ、この場合は撤回できるとした（523条1項ただし書）。

#### 承諾の期間の定めのない申込み
隔地者に対する承諾の期間を定めないでした申込みは、申込者が承諾の通知を受けるのに相当な期間を経過するまでは、撤回することができない（525条1項本文、旧524条）。「相当な期間」は申込みが相手方に到達し、承諾するか否か判断し、相手方の承諾が申込者に到達するまでに必要と考えられる期間をいう。ただし、2017年の改正民法で申込者は撤回をする権利を留保することができることが明記され、申込者が撤回権を留保していれば撤回できる（525条1項ただし書）。
対話者に対する承諾の期間を定めないでした申込みは、その対話が継続している間は、いつでも撤回することができる（525条2項）。また、対話者に対しては対話が継続している間に申込者が承諾の通知を受けなかったときは、その申込みは、その効力を失う。ただし、申込者が対話の終了後もその申込みが効力を失わない旨を表示したときは、効力を失わない（525条3項）。

### 申込みの承諾適格

#### 承諾の期間を定めてした申込み
申込者が承諾の期間を定めてした申込みに対して期間内に承諾の通知を受けなかったときは、その申込みは、その効力を失う（523条2項）。

#### 承諾の期間の定めのない申込み
隔地者に対する承諾の期間を定めないでした申込みに対して、いつまで承諾をすることができるかについて条文はない。しかし、申込者が撤回しない限りいつまでも承諾できるというのは現実的でなく、申込みが拘束力を失ってからさらに事情や慣習などにより定まる相当な期間が経過したときに申込みは失効するとされる。
対話者に対しては対話が継続している間に申込者が承諾の通知を受けなかったときは、その申込みは、その効力を失う。ただし、申込者が対話の終了後もその申込みが効力を失わない旨を表示したときは、効力を失わない（525条3項）。

### 申込者の死亡等
申込者が申込みの通知を発した後に死亡し、意思能力を有しない常況にある者となり、又は行為能力の制限を受けた場合において、申込者がその事実が生じたとすればその申込みは効力を有しない旨の意思を表示していたとき、又はその相手方が承諾の通知を発するまでにその事実が生じたことを知ったときは、その申込みは、その効力を有しない（526条）。

### 契約の成立時期
2017年の改正民法では意思表示について到達主義に一本化し、承諾が申込者に到達した時に契約は成立することとなった。
2017年の改正前民法では隔地者間の契約の成立時期について発信主義をとり、承諾を申込者に発信した時に契約は成立することとしていた。承諾が発信された時点で申込者も承諾者も契約を望んでいることが明かになるためであったが、承諾の意思表示が事故によって遅れたり届かなかった場合のリスクを申込者が負担しなければならないという批判があった。また、旧法制定当時とは異なり迅速、確実な通信手段がある現代に発信主義を維持することには合理性がなく、旧法526条1項の規定を削除し、意思表示については到達主義（97条1項）に一本化した。

### 遅延した承諾の効力
申込者は、遅延した承諾を新たな申込みとみなすことができる（524条）。これに対して申込者が改めて承諾した場合には契約が成立する。

### 変更を加えた承諾
承諾者が、申込みに条件を付し、その他変更を加えてこれを承諾したときは、その申込みの拒絶とともに新たな申込みをしたものとみなす（528条）。

### 交叉申込と意思実現

#### 交叉申込
AがBに対して「100万円で買いたい」と申込み、それを知らないBが偶然に「100万円で売りたい」と申込みを行っていたような場合を交叉申込といい契約が成立する。契約の成立時期は後の申込みが到達した時である。

#### 意思実現
申込者の意思表示又は取引上の慣習により承諾の通知を必要としない場合には、契約は、承諾の意思表示と認めるべき事実があった時に成立する（527条）。注文に応じて商品を発送するような場合であり、意思実現による契約の成立という。

## 契約の終了

### 解除
当事者の一方による意思表示によって契約の効力を消滅させ、契約関係を清算することを解除という。

### 解約（告知）
賃貸借などの継続的契約の場合、解除の遡及効は制限され、将来に向かってのみ効力を失わせることから、解除と区別して解約（告知）という。